# Takvatnet
Der Takvatnet ist ein See, der in den Gemeinden Målselv und Balsfjord in Troms im Norden von Norwegen liegt. Die E6 verläuft am Westufer des Sees und die Straße 857 (norwegisch Fylkesvei 857) am Nordufer.

## Ökologie

### Fauna
Der See beherbergt diverse Fischarten, darunter Wandersaibling (Salvelinus alpinus), Seeforelle (Salmon trutta) und Dreistachliger Stichling (Gasterosteus aculeatus).
Ursprünglich bot das Gewässer ausschließlich Habitat für die Seeforelle. Um die Fischproduktion zu erhöhen, wurde der Seesaibling und später auch der Dreistachlige Stichling ausgesetzt. Diese Änderung des Ökosystems hatte weitreichende Folgen und bis heute wurde der originale Zustand des Sees nicht wieder hergestellt, trotz langwieriger Maßnahmen.